# كلوعه (مقاطعة فومن)
كلوعه (بالفارسية: کلوعه) هي قرية تقع في غيلان في إيران. يقدر عدد سكانها بـ 23 نسمة .